# Iva Budařová
Iva Budařová (née le 31 juillet 1960) est une joueuse de tennis tchèque, professionnelle de la fin des années 1970 à 1991. 
En 1983 et 1984, avec l'équipe tchécoslovaque, elle a décroché la Coupe de la Fédération face à la RFA en finale.
Iva Budařová a gagné cinq tournois WTA au cours de sa carrière, tous en double.

## Palmarès

### Titre en simple dames
Aucun

### Finales en simple dames
| No | Date       | Nom et lieu du tournoi                  | Catégorie  | Dotation  | Surface      | Vainqueure      | Score    |          |
| -- | ---------- | --------------------------------------- | ---------- | --------- | ------------ | --------------- | -------- | -------- |
| 1  | 12-02-1979 | Avon Futures of Columbus, Columbus (OH) | Futures    | 25 000 $  | Dur (int.)   | Rene Blount     | 7-6, 6-1 | Parcours |
| 2  | 02-03-1981 | Avon Futures of Las Vegas, Las Vegas    | Futures    | 30 000 $  | Dur (int.)   | Yvonne Vermaak  | 6-2, 6-3 | Parcours |
| 3  | 01-02-1982 | Avon Futures of Utah, Ogden             | Futures    | 40 000 $  | Dur (int.)   | Pat Medrado     | 6-2, 7-6 | Parcours |
| 4  | 07-05-1984 | Swiss Open, Lugano                      | VS Tour C2 | 100 000 $ | Terre (ext.) | Manuela Maleeva | 6-1, 6-1 | Parcours |

### Titres en double dames
| No | Date       | Nom et lieu du tournoi                         | Catégorie | Dotation  | Surface      | Partenaire        | Finalistes                          | Score         |          |
| -- | ---------- | ---------------------------------------------- | --------- | --------- | ------------ | ----------------- | ----------------------------------- | ------------- | -------- |
| 1  | 01-02-1982 | Avon Futures of Utah Ogden                     | Futures   | 40 000 $  | Dur (int.)   | Catherine Tanvier | Yvona Brzáková Marcela Skuherská    | 6-3, 6-2      | Parcours |
| 2  | 21-05-1984 | Italian Open Pérouse                           |           | 150 000 $ | Terre (ext.) | Helena Suková     | Kathleen Horvath Virginia Ruzici    | 7-6, 1-6, 6-4 | Parcours |
| 3  | 05-05-1986 | International Championships of Spain Barcelone |           | 50 000 $  | Terre (ext.) | Catherine Tanvier | Petra Huber Petra Keppeler          | 6-2, 6-1      | Parcours |
| 4  | 25-04-1988 | International Championships of Spain Barcelone | Tier V    | 50 000 $  | Terre (ext.) | Sandra Wasserman  | Anna-Karin Olsson María José Llorca | 1-6, 6-3, 6-2 | Parcours |
| 5  | 17-07-1989 | Estoril Open Estoril                           | Tier V    | 100 000 $ | Terre (ext.) | Regina Rajchrtová | Gabriela Castro Conchita Martínez   | 6-2, 6-4      | Parcours |

### Finales en double dames
| No | Date       | Nom et lieu du tournoi                 | Catégorie  | Dotation  | Surface         | Vainqueures                           | Partenaire        | Score         |          |
| -- | ---------- | -------------------------------------- | ---------- | --------- | --------------- | ------------------------------------- | ----------------- | ------------- | -------- |
| 1  | 07-05-1984 | Swiss Open Lugano                      | VS Tour C2 | 100 000 $ | Terre (ext.)    | Christiane Jolissaint Marcella Mesker | Marcela Skuherská | 6-4, 6-3      | Parcours |
| 2  | 03-11-1986 | Virginia Slims of Arkansas Little Rock |            | 75 000 $  | Moquette (int.) | Svetlana Cherneva Larisa Savchenko    | Beth Herr         | 6-2, 1-6, 6-1 | Parcours |

## Parcours en Grand Chelem

### En simple dames
| Année | Open d'Australie (janvier) | Open d'Australie (janvier) | Internationaux de France | Internationaux de France | Wimbledon       | Wimbledon           | US Open         | US Open         | Open d'Australie (décembre) | Open d'Australie (décembre) |
| ----- | -------------------------- | -------------------------- | ------------------------ | ------------------------ | --------------- | ------------------- | --------------- | --------------- | --------------------------- | --------------------------- |
| 1978  | n/a                        | n/a                        | 2e tour (1/16)           | Mariana Simionescu       | -               | -                   | -               | -               | -                           | -                           |
| 1979  | n/a                        | n/a                        | 3e tour (1/8)            | Virginia Ruzici          | 1er tour (1/64) | Sandy Collins       | -               | -               | -                           | -                           |
| 1980  | n/a                        | n/a                        | 2e tour (1/16)           | Virginia Wade            | 1er tour (1/64) | Nina Bohm           | -               | -               | -                           | -                           |
| 1981  | n/a                        | n/a                        | 1er tour (1/64)          | Yvonne Vermaak           | -               | -                   | 1er tour (1/64) | Pam Casale      | -                           | -                           |
| 1982  | n/a                        | n/a                        | 2e tour (1/32)           | Beth Herr                | 1er tour (1/64) | Nancy Yeargin       | 2e tour (1/32)  | Kate Latham     | 2e tour (1/16)              | Martina Navrátilová         |
| 1983  | n/a                        | n/a                        | 3e tour (1/16)           | Kathy Rinaldi            | 3e tour (1/16)  | Yvonne Vermaak      | 2e tour (1/32)  | Andrea Leand    | 1er tour (1/32)             | Betsy Nagelsen              |
| 1984  | n/a                        | n/a                        | 3e tour (1/16)           | Virginia Ruzici          | 3e tour (1/16)  | Martina Navrátilová | 2e tour (1/32)  | Bettina Bunge   | 2e tour (1/16)              | Wendy Turnbull              |
| 1985  | n/a                        | n/a                        | 1er tour (1/64)          | Ann Henricksson          | 1er tour (1/64) | Hana Mandlíková     | 1er tour (1/64) | Carling Bassett | -                           | -                           |
| 1986  | n/a                        | n/a                        | 2e tour (1/32)           | Ivanna Madruga           | 3e tour (1/16)  | Hana Mandlíková     | 2e tour (1/32)  | Hana Mandlíková | n/a                         | n/a                         |
| 1987  | -                          | -                          | 2e tour (1/32)           | Steffi Graf              | 1er tour (1/64) | Bettina Fulco       | 1er tour (1/64) | Pam Casale      | n/a                         | n/a                         |
| 1988  | -                          | -                          | 2e tour (1/32)           | Zina Garrison            | 2e tour (1/32)  | Jo-Anne Faull       | 1er tour (1/64) | Lori McNeil     | n/a                         | n/a                         |
| 1989  | 1er tour (1/64)            | Brenda Schultz             | 1er tour (1/64)          | Nathalie Guerree         | 2e tour (1/32)  | Jo-Anne Faull       | -               | -               | n/a                         | n/a                         |
| 1990  | -                          | -                          | 2e tour (1/32)           | Natasha Zvereva          | -               | -                   | -               | -               | n/a                         | n/a                         |

À droite du résultat, l’ultime adversaire.

### En double dames
| Année | Open d'Australie (janvier) | Open d'Australie (janvier) | Internationaux de France     | Internationaux de France   | Wimbledon                    | Wimbledon                 | US Open                       | US Open                    | Open d'Australie (décembre)  | Open d'Australie (décembre) |
| ----- | -------------------------- | -------------------------- | ---------------------------- | -------------------------- | ---------------------------- | ------------------------- | ----------------------------- | -------------------------- | ---------------------------- | --------------------------- |
| 1978  | n/a                        | n/a                        | 2e tour (1/8) H. Mandlíková  | Helen Anliot R. Maršíková  | -                            | -                         | -                             | -                          | -                            | -                           |
| 1979  | n/a                        | n/a                        | 1er tour (1/16) Strachonova  | H. Mandlíková R. Maršíková | 1er tour (1/32) Strachonova  | M. Simionescu Elly Appel  | -                             | -                          | -                            | -                           |
| 1980  | n/a                        | n/a                        | 1er tour (1/16) Y. Brzáková  | D. Marzano F. Thibault     | 1er tour (1/32) Y. Brzáková  | Cathy Drury Jane Plackett | -                             | -                          | -                            | -                           |
| 1981  | n/a                        | n/a                        | 1er tour (1/32) K. Skronská  | Glynis Coles Naoko Sato    | -                            | -                         | 1er tour (1/32) Naoko Sato    | R. Fairbank Tanya Harford  | -                            | -                           |
| 1982  | n/a                        | n/a                        | 2e tour (1/16) M. Skuherská  | R. Fairbank Tanya Harford  | -                            | -                         | 2e tour (1/16) M. Skuherská   | Kathy Jordan Anne Smith    | 1er tour (1/16) R. Tomanová  | A. M. Fernández Beth Norton |
| 1983  | n/a                        | n/a                        | 1er tour (1/32) M. Skuherská | Chris O'Neil Pam Whytcross | 2e tour (1/16) M. Skuherská  | Rosie Casals W. Turnbull  | 2e tour (1/16) M. Skuherská   | Rosie Casals W. Turnbull   | 1er tour (1/16) M. Skuherská | Navrátilová Pam Shriver     |
| 1984  | n/a                        | n/a                        | 2e tour (1/16) M. Skuherská  | Kathy Jordan Anne Smith    | 1er tour (1/32) M. Skuherská | Leslie Allen Anne White   | 2e tour (1/16) M. Skuherská   | C. Bassett A. Temesvári    | 1er tour (1/16) Shawn Foltz  | C. Jolissaint M. Mesker     |
| 1985  | n/a                        | n/a                        | 2e tour (1/16) M. Skuherská  | Penny Barg A. Villagrán    | 2e tour (1/16) M. Skuherská  | V. Ruzici A. Temesvári    | 2e tour (1/16) M. Skuherská   | C. Bassett Chris Evert     | -                            | -                           |
| 1986  | n/a                        | n/a                        | 3e tour (1/8) M. Skuherská   | H. Mandlíková W. Turnbull  | 1er tour (1/32) M. Skuherská | A. Betzner M. Gurney      | 2e tour (1/16) M. Skuherská   | A. Holíková R. Maršíková   | n/a                          | n/a                         |
| 1987  | -                          | -                          | 1er tour (1/32) A. Villagrán | Jana Novotná C. Suire      | 1er tour (1/32) A. Villagrán | M. L. Piatek Anne White   | 1er tour (1/32) C. Porwik     | Jaime Kaplan Van Rensburg  | n/a                          | n/a                         |
| 1988  | -                          | -                          | 1er tour (1/32) Jaime Kaplan | Terry Phelps R. Reggi      | 1er tour (1/32) C. Singer    | Sandy Collins Hu Na       | 2e tour (1/16) S. Wasserman   | Terry Phelps R. Reggi      | n/a                          | n/a                         |
| 1989  | 1er tour (1/32) Clare Wood | E. Smylie W. Turnbull      | 1er tour (1/32) R. Kordová   | Nicole Provis Elna Reinach | 1er tour (1/32) R. Kordová   | Navrátilová Pam Shriver   | 1er tour (1/32) R. Kordová    | L. Antonoplis Alison Scott | n/a                          | n/a                         |
| 1990  | -                          | -                          | 1er tour (1/32) S. Wasserman | N. Medvedeva Leila Meskhi  | -                            | -                         | 1er tour (1/32) Leona Lásková | L. Ferrando Bettina Fulco  | n/a                          | n/a                         |
| 1991  | -                          | -                          | 1er tour (1/32) Silke Meier  | A. Dechaume F. Labat       | 2e tour (1/16) A. Nohacova   | Nicole Provis E. Smylie   | -                             | -                          | n/a                          | n/a                         |

Sous le résultat, la partenaire ; à droite, l’ultime équipe adverse.

### En double mixte
| Année | Open d'Australie | Open d'Australie | Internationaux de France | Internationaux de France | Wimbledon                 | Wimbledon               | US Open | US Open |
| 1989  | -                | -                | -                        | -                        | 1er tour (1/32) Cyril Suk | E. Smylie J. Fitzgerald | -       | -       |

Sous le résultat, le partenaire ; à droite, l’ultime équipe adverse.

## Parcours en Coupe de la Fédération
| #                                                                                 | Date       | Lieu        | Surface      | Gagnante(s)                         | Perdante(s)                         | Score         |          |
|                                                                                   |            |             |              |                                     |                                     |               |          |
| 1980 - 1er tour (groupe mondial) - Tchécoslovaquie - Hongrie - 3 : 0              |            |             |              |                                     |                                     |               |          |
| 1                                                                                 | 19/05/1980 | Berlin      | Terre (ext.) | Yvona Brzáková Iva Budařová         | Éva Rózsavölgyi Judith Szörényi     | 7-5, 6-3      | Parcours |
|                                                                                   |            |             |              |                                     |                                     |               |          |
| 1980 - 2e tour (groupe mondial) - Tchécoslovaquie - Yougoslavie - 3 : 0           |            |             |              |                                     |                                     |               |          |
| 2                                                                                 | 19/05/1980 | Berlin      | Terre (ext.) | Yvona Brzáková Iva Budařová         | Mima Jaušovec Renata Sasak          | 7-6, 1-6, 6-1 | Parcours |
|                                                                                   |            |             |              |                                     |                                     |               |          |
| 1980 - 1/2 finale (groupe mondial) - États-Unis - Tchécoslovaquie - 3 : 0         |            |             |              |                                     |                                     |               |          |
| 3                                                                                 | 19/05/1980 | Berlin      | Terre (ext.) | Rosie Casals Kathy Jordan           | Iva Budařová Renáta Tomanová        | 6-3, 6-0      | Parcours |
|                                                                                   |            |             |              |                                     |                                     |               |          |
| 1982 - 1er tour (groupe mondial) - Tchécoslovaquie - Canada - 2 : 1               |            |             |              |                                     |                                     |               |          |
| 4                                                                                 | 19/07/1982 | Santa Clara | Dur (ext.)   | Marjorie Blackwood Hélène Pelletier | Iva Budařová Helena Suková          | 6-3, 7-6      | Parcours |
|                                                                                   |            |             |              |                                     |                                     |               |          |
| 1982 - 1/4 de finale (groupe mondial) - Tchécoslovaquie - Grande-Bretagne - 2 : 1 |            |             |              |                                     |                                     |               |          |
| 5                                                                                 | 19/07/1982 | Santa Clara | Dur (ext.)   | Jo Durie Anne Hobbs                 | Iva Budařová Helena Suková          | 6-2, 4-6, 6-3 | Parcours |
|                                                                                   |            |             |              |                                     |                                     |               |          |
| 1983 - 1er tour (groupe mondial) - Tchécoslovaquie - Pérou - 3 : 0                |            |             |              |                                     |                                     |               |          |
| 6                                                                                 | 18/07/1983 | Zurich      | Terre (ext.) | Iva Budařová Marcela Skuherská      | Laura Arraya Pilar Vásquez          | 7-6, 6-3      | Parcours |
|                                                                                   |            |             |              |                                     |                                     |               |          |
| 1983 - Finale (groupe mondial) - Tchécoslovaquie - Allemagne de l'Ouest - 2 : 1   |            |             |              |                                     |                                     |               |          |
| 7                                                                                 | 17/07/1983 | Zurich      | Terre (ext.) | Claudia Kohde-Kilsch Eva Pfaff      | Iva Budařová Marcela Skuherská      | 3-6, 6-2, 6-1 | Parcours |
|                                                                                   |            |             |              |                                     |                                     |               |          |
| 1984 - 1er tour (groupe mondial) - Venezuela - Tchécoslovaquie - 0 : 3            |            |             |              |                                     |                                     |               |          |
| 8                                                                                 | 16/07/1984 | São Paulo   | Terre (ext.) | Iva Budařová Marcela Skuherská      | Claudia Borgiani Stefania Sernaglia | 6-1, 6-0      | Parcours |
|                                                                                   |            |             |              |                                     |                                     |               |          |
| 1984 - 2e tour (groupe mondial) - Grèce - Tchécoslovaquie - 0 : 3                 |            |             |              |                                     |                                     |               |          |
| 9                                                                                 | 16/07/1984 | São Paulo   | Terre (ext.) | Iva Budařová Marcela Skuherská      | A. Kanellopoúlou Olga Tsarbopoulou  | 7-5, 6-3      | Parcours |
|                                                                                   |            |             |              |                                     |                                     |               |          |
| 1984 - 1/4 de finale (groupe mondial) - France - Tchécoslovaquie - 0 : 3          |            |             |              |                                     |                                     |               |          |
| 10                                                                                | 16/07/1984 | São Paulo   | Terre (ext.) | Iva Budařová Marcela Skuherská      | Catherine Suire Catherine Tanvier   | 4-6, 6-1, 6-3 | Parcours |
|                                                                                   |            |             |              |                                     |                                     |               |          |
| 1984 - 1/2 finale (groupe mondial) - Yougoslavie - Tchécoslovaquie - 0 : 3        |            |             |              |                                     |                                     |               |          |
| 11                                                                                | 16/07/1984 | São Paulo   | Terre (ext.) | Iva Budařová Marcela Skuherská      | Mima Jaušovec Renata Sasak          | 6-4, 4-6, 6-4 | Parcours |

## Classements WTA en fin de saison

### En simple
| Année | 1983 | 1986 | 1987 | 1988 | 1989 | 1990 | 1991 |
| Rang  | 28   | 112  | 115  | 105  | 141  | 191  | 607  |

Source : (en) « Classements de Iva Budařová », sur le site officiel du WTA Tour